# Marta Vieira da Silva
Marta Vieira da Silva (n. 19 februarie 1986, Dois Riachos, Alagoas, Brazilia), cunoscută simplu ca Marta, este o jucătoare braziliană de fotbal, care evoluează la clubul Tyresö FF în Damallsvenskan. Ea joacă și pentru Brazilia.
A câștigat de cinci ori Premiul Jucătorul anului FIFA  (2006, 2007, 2008, 2009 și 2010) și a fost prima care a câștigat Balonul de Aur FIFA (2010). A fost membră a echipei Braziliei care a câștigat medalia de argint la Jocurile Olimpice de vară din 2004, 2008 și 2024.

### Statistici
| Club                   | Sezon         | Campionat | Campionat | Cupă    | Cupă   | Continental | Continental | Total   | Total  |
| Club                   | Sezon         | Meciuri   | Goluri    | Meciuri | Goluri | Meciuri     | Goluri      | Meciuri | Goluri |
| ---------------------- | ------------- | --------- | --------- | ------- | ------ | ----------- | ----------- | ------- | ------ |
| Los Angeles Sol        | 2009          | 20        | 10        | -       | -      | -           | -           | 20      | 10     |
| Los Angeles Sol        | Total         | 20        | 10        | -       | -      | -           | -           | 20      | 10     |
| Santos FC              | 2009          | -         | -         | 7       | 18     | 6           | 7           | 13      | 25     |
| Santos FC              | Total         | -         | -         | 7       | 18     | 6           | 7           | 13      | 25     |
| Gold Pride             | 2010          | 25        | 20        | -       | -      | -           | -           | 25      | 20     |
| Gold Pride             | Total         | 25        | 20        | -       | -      | -           | -           | 25      | 20     |
| Santos FC              | 2011          | -         | -         | -       | -      | 4           | 2           | 4       | 2      |
| Santos FC              | Total         | -         | -         | -       | -      | 4           | 2           | 4       | 2      |
| Western New York Flash | 2011          | 15        | 10        | -       | -      | -           | -           | 15      | 10     |
| Western New York Flash | Total         | 15        | 10        | -       | -      | -           | -           | 15      | 10     |
| Tyresö FF              | 2012          | 21        | 12        | 4       | 4      | -           | -           | 25      | 16     |
| Tyresö FF              | 2013          | 15        | 12        | 1       | 1      | 4           | 1           | 20      | 14     |
| Tyresö FF              | Total         | 36        | 24        | 5       | 5      | 4           | 1           | 45      | 30     |
| Total carieră          | Total carieră | 96        | 64        | 12      | 23     | 14          | 10          | 122     | 97     |

## Palmares

### Club
Umeå IK
- Damallsvenskan: 2005, 2006, 2007, 2008
- Svenska Cupen: 2007
- Liga Campionilor UEFA (feminin): 2003–04

 Santos
- Copa Libertadores de Fotbal Feminin: 2009
- Copa do Brasil de Fotbal Feminin: 2009

### National Team
- Pan American Games: 2003, 2007
- Sudamericano Femenino: 2003, 2010

### Individual
- Jucătorul anului FIFA - Câștigător (5): 2006, 2007, 2008, 2009, 2010
- Jucătorul anului FIFA - Locul doi (1): 2005
- Copa Libertadores de Fútbol Femenino Balonul de Aur (1): 2009
- Damallsvenskan Golgheter (4): 2004, 2005, 2006, 2008
- Damallsvenskan Best Forward of the Year (2): 2007, 2008
- Campionatul Mondial de Fotbal Feminin sub 20 Balonul de Aur (1): 2004
- Campionatul Mondial de Fotbal Feminin Balonul de Aur (1): 2007
- Campionatul Mondial de Fotbal Feminin Gheata de Aur (1): 2007
- Women's Professional Soccer MVP (2): 2009, 2010
- Women's Professional Soccer Golden Boot (2): 2009 , 2010
- Women's Professional Soccer Championship MVP (1): 2010
- Sudamericano Femenino golgheter: 2010